# قسم غهرة الريفي (مقاطعة بندر عباس)
قسم غهرة الريفي (بالفارسية: دهستان گهره) هي منطقة ريفية تقع في إيران في ناحية فين. يقدر عدد سكانها بـ 1,881 نسمة .